# 中華民國—冰島關係
中華民國與冰岛無正式外交關係，目前也沒有在對方首都互設具大使館功能的代表機構。對冰島的相關事務由駐丹麥台北代表處兼轄。

## 政治

### 外交

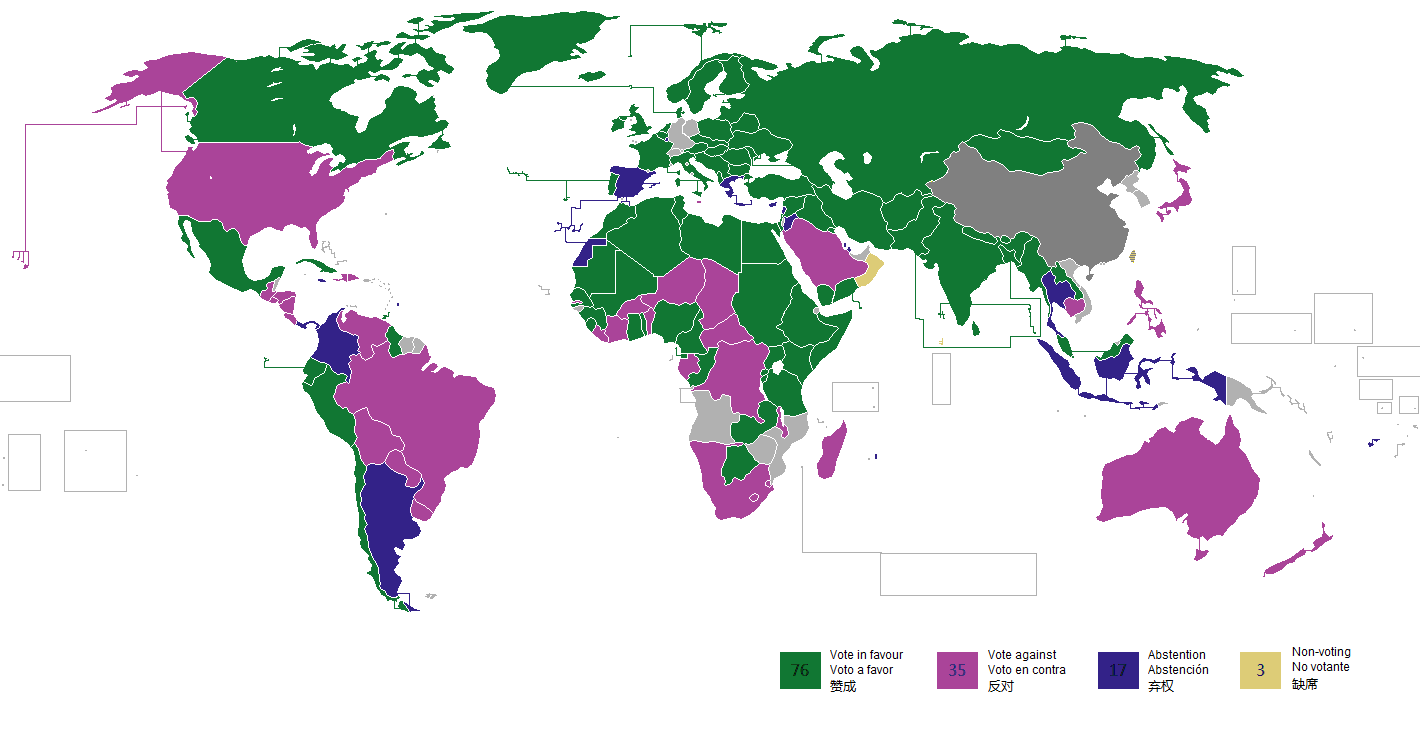
綠色國家表示在1971年的投票中反對中華民國續留聯合國，即《聯合國大會2758號決議》，其中包括冰島。

1993年2月，駐丹麥台北代表處代表許智偉赴冰島訪問，會見冰島總理歐德生，這是中華民國官員首次見冰島總理。
1994年7月，駐丹麥台北代表處代表陳毓駒續訪冰島，會見冰島總統芬柏嘉朵蒂及總理歐德生。
1997年1月，冰島國會外交委員會主席赫德抵台訪問。10月，中華民國副總統連戰訪問冰島，在機場獲得禮遇通關，此行與總理歐德生餐敘。對於連戰的到訪，中華人民共和國向冰島政府提出嚴重抗議。
1999年，冰島國會副議長阿納德、首都雷克雅維克市長季絲拉朵蒂爾抵台訪問。
2000年，冰島國會外交委員會主席歐瑞希抵台訪問。
2004年10月，冰島國會農業委員會主席希拉塔蒂兒（Drifa Hjartardottir）抵台訪問。
2005年3月，冰島國會外交委員會主席（於當年8月兼任國會議長）比德斯朵蒂、教育暨文化委員會主席畢爾吉生、環境委員會主席索達生抵台訪問。
2005年11月，冰島國會經濟委員會主席布朗戈抵台訪問。
2007年，冰島國會總務事務暨憲政事務特別委員會主席艾曼生、工業委員會主席朱麗絲朵蒂抵台訪問。
2016年8月，一名台灣女交換學生赴冰島求學，在申請居留證時國籍被登記為「中國」而不是該名學生希望的「臺灣」，中華民國外交部也指示鄰近的駐丹麥台北代表處協助處理。與當地政府斡旋三個多月後得到「無國籍」的註記結果，冰島移民署的主管表示：「台灣不是被承認的國家。」
2021年5月，冰島國會副議長比約恩以及歐洲近30國、共計1,084名國會議員，聯名致函世界卫生组织（WHO）幹事長谭德塞，支持台灣出席WHO與世界卫生大会（WHA）的會議、機制與活動。

## 經濟

### 貿易
| 年分 | 貿易總額   | 貿易總額 | 貿易總額 | 出口至冰島 | 出口至冰島 | 出口至冰島 | 自冰島進口 | 自冰島進口 | 自冰島進口 | 順逆差 |
| 年分 | 金額       | 年增減   | 排名     | 金額       | 年增減     | 排名       | 金額       | 年增減     | 排名       | 順逆差 |
| ---- | ---------- | -------- | -------- | ---------- | ---------- | ---------- | ---------- | ---------- | ---------- | ------ |
| 2017 | 25,995,065 | ▼16.1%   | 120      | 6,476,068  | ▲6.7%      | 137        | 19,518,997 | ▼21.7%     | 101        | 逆差▼  |
| 2018 | 31,847,345 | ▲22.5%   | 116      | 6,576,574  | ▲1.6%      | 135        | 25,270,771 | ▲29.5%     | 94         | 逆差▲  |
| 2019 | 21,372,604 | ▼32.9%   | 128      | 6,139,150  | ▼6.7%      | 139        | 15,233,454 | ▼39.7%     | 99         | 逆差▼  |
| 2020 | 17,588,734 | ▼17.7%   | 128      | 5,305,258  | ▼13.6%     | 139        | 12,283,476 | ▼19.4%     | 106        | 逆差▼  |
| 2021 | 39,350,085 | ▲123.7%  | 113      | 6,250,139  | ▲17.8%     | 144        | 33,099,946 | ▲169.5%    | 97         | 逆差▲  |
| 2022 | 35,793,008 | ▼9.0%    | 117      | 6,156,890  | ▼1.5%      | 141        | 29,636,118 | ▼10.5%     | 97         | 逆差▼  |
| 2023 | 42,052,534 | ▲17.5%   | 108      | 4,705,994  | ▼23.6%     | 151        | 37,346,540 | ▲26.0%     | 92         | 逆差▲  |
| 2024 | 43,746,109 | ▲4.0%    | 105      | 15,972,088 | ▲239.4%    | 112        | 27,774,021 | ▼25.6%     | 96         | 逆差▼  |

2023年的兩國貿易項目如下：
出口至冰島的前10大項目為：特定用途機器之零件與附件；家具及其零件；冷凍魚；座物及其零件；手用扳手與扳鉗、有無把手之可互換扳手套筒；新橡膠氣胎；特殊物品，含出口未超過5萬新臺幣之小額報單與其他零星物品；自動資料處理機、磁性或光學閱讀機；由兩件或以上配合成套供零售之工具；非動力之兩輪與其他腳踏車等。
自冰島進口的前10大項目為：冷凍魚；用於食品、飲料工業之調製或製造機器；已調製或保藏之魚類、鱼子酱與魚卵調製之代替品；明膠及其衍生物、魚鰾膠與其他動物膠；動物饲料；整形用具、夾護板與其他接骨用具、助聽器與其他配帶用具或植入體內之其他用具；內科、外科、牙科或兽医用儀器與用具；天然聚合物與改質天然聚合物；人造奶油、各種動植物或微生物油脂或其餾分物製成之可食用混合品或調製品；植物汁液與萃取物、果胶質、果膠脂與果膠酸鹽類、洋菜膠、其他植物黏膠與增稠劑等。

### 交流
雙方有簽署《台冰漁業合作備忘錄》。
2010年3月，冰島貿易理事會理事長抵台參訪，期間拜會外交部、經濟部國際貿易局、中華民國對外貿易發展協會（外貿協會）等政府機構，並參觀台塑集團、台灣國際蘭展、慶富造船廠等地。

## 簽證

持中華民國護照的中華民國國民簽證要求分布圖：入境冰島可以「申根區免簽證」。

持冰島護照的冰島國民簽證要求分布圖：入境中華民國可以免簽證。

冰島尚未加入歐洲聯盟，但以「北歐護照聯盟」成員國的身份加入申根區，因此實行與申根區相同的簽證政策。歐洲申根區給予持有載明身分證字號的中華民國護照之中華民國國民可以申根區免簽證入境，停留日數與申根區合併計算，每6個月期間內總計可停留90天。經冰島轉機至申根區亦可免簽證。
持冰島護照的冰島國民則可用「歐洲自由貿易聯盟」的身分以免簽證的方式入境中華民國，停留最多90天。

## 交通

### 航空

#### 客運
兩國無直航班機，可經由（不計航點遠近，截至2023年7月10日）：
- 臺北→倫敦、巴黎、羅馬、米蘭、慕尼黑、法蘭克福、阿姆斯特丹、維也納、布拉格（2023年7月18日開航臺北、季節性飛冰島）、紐約、芝加哥、西雅圖、多倫多、溫哥華，再轉機前往冰島的國際機場（英语：List of airports in Iceland）。

## 外部連結
- 中華民國外交部－冰島共和國簡介 （页面存档备份，存于）
- 駐丹麥台北代表處
- 外交部領事事務局－國外旅遊警示分級表
- 中華民國衛生福利部－國際旅遊疫情建議等級
- 中華民國國際經濟合作協會 （页面存档备份，存于）